# Maria Grazia Francia
Maria Grazia Francia (Florencia, 17 de septiembre de 1931) es una actriz italiana de cine, teatro y televisión.

## Carrera
Nacida en Florencia, a mediados de la década de 1940 Francia se mudó a la ciudad de Roma donde ingresó en el Centro Experimental de Cinematografía. Eventualmente abandonó sus estudios para integrar el reparto, junto a Anna Magnani, en la película de Gennaro Righelli Abbasso la ricchezza!. Desde entonces apareció en películas importantes, bajo la batuta de directores notables como Luigi Zampa, Giuseppe De Santis y Mario Bonnard. También permaneció activa en el teatro y en la televisión, antes de retirarse de la actuación a mediados de la década de 1970.

## Filmografía seleccionada
- Peddlin' in Society (1946)
- L'onorevole Angelina (1947)
- Bitter Rice (1949)
- Flying Squadron (1949)

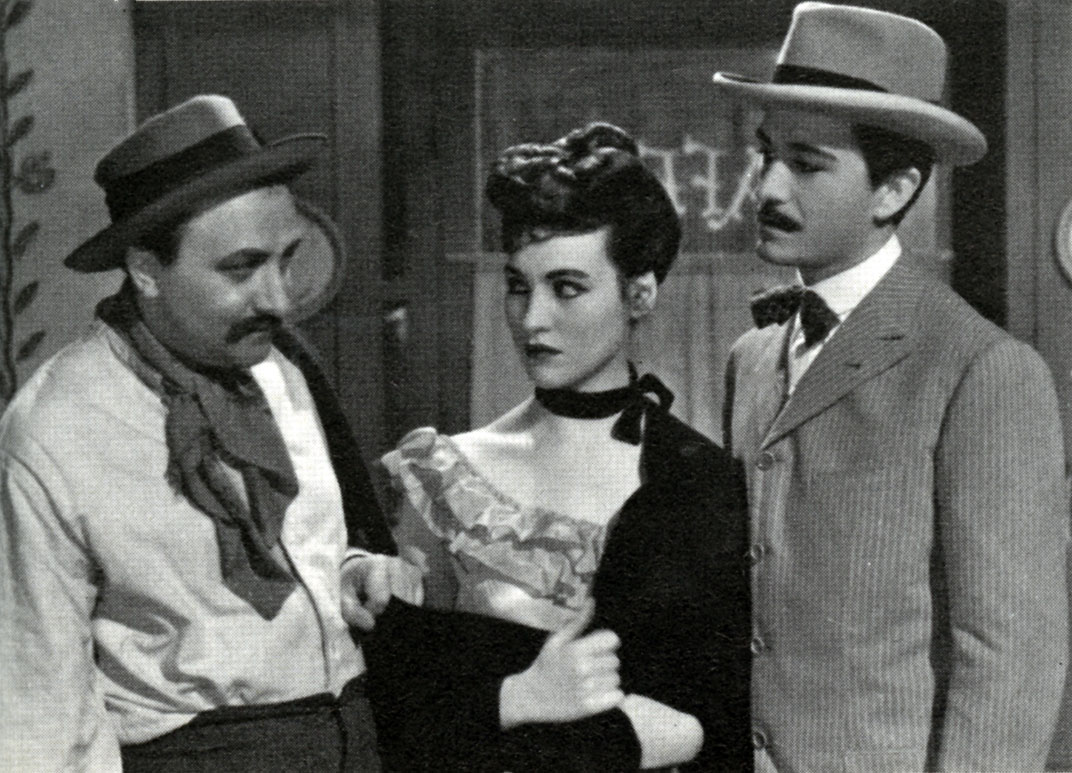
Francia, en el medio, en Il voto (1950)

- No Peace Under the Olive Tree (1950)
- The Outlaws (1950)
- Il voto (1950)
- Santa Lucia luntana... (1951)
- Due sorelle amano (1951)
- Auguri e figli maschi (1951)
- I figli non si vendono (1952)
- Rome 11:00 (1952)
- L'angelo del peccato (1952)
- Voice of Silence (1953)
- Rimorso (1953)
- Milady and the Musketeers (1953)
- La peccatrice dell'isola (1953)
- I piombi di Venezia (1953)
- Schiava del peccato (1954)
- Addio Napoli (1954)
- I pappagalli (1956)
- Accadde una notte (1956)
- La donna che amo (1957)
- Goodbye, Firenze! (1958)
- Tiro al piccione (1961)
- I soldi (1965)
- Una carabina per Schüt (1966)